# Cocural
Cocural est une ancienne commune française, située dans le département de l'Aveyron et la région Midi-Pyrénées. Ses habitants sont appelés les Cocuraux.

## Historique de Cocural
En 1833, l'ancienne commune indépendante de Cocural est rattachée à Huparlac.
Le village a beaucoup évolué depuis 1960 où il comptait plus de 50 habitants. L'exode rural des jeunes a isolé ce hameau et en hiver on n'y compte pas plus de 18 habitants. Pendant les vacances scolaires il y a une petite augmentation mais c'est surtout l'été les familles se réunissent ce qui augmente très nettement la population avoisinant les 50 habitants.
Jusqu'à la fin des années 70, Cocural était un village réputé pour ses foires aux bestiaux. Ces jours là, le village s'animait, les débits de boissons fleurissaient. À ce jour, le marché aux bestiaux aveyronnais se trouve à Laissac.
Un donjon s'élevait en haut du village de Cocural. Les pierres du château ont servi à construire certaines maisons du village.
D'après la légende, un souterrain aurait relié le donjon de Cocural au château voisin de Thenières.